# ホットドッグ・プレスTV
『ホットドッグ・プレスTV』（ホットドッグプレスティービー）は、2015年4月7日から2016年9月27日までBS日テレで放送されていた情報バラエティ番組である。放送時間は毎週火曜 23:00 - 水曜 0:00 （日本標準時）。

## 概要
講談社が2014年6月にデジタル雑誌として復刊させた『ホットドッグ・プレス』とのタイアップ番組で、同誌のメイン読者層である40代・50代の男性（番組放送当時）を主なターゲットとしていた。
司会は、『ホットドッグ・プレス』の復刊応援団長でもある山崎弘也（ザキヤマ。以下ザキヤマと表記）が務めていた。ザキヤマは白のワイシャツに白のネクタイがトレードマークになっているが、この番組では別の衣装を着ていた。
当初のタイトルは「月刊ホットドッグプレスTV」で、その当時は月に1回のペースで放送されていたが、2015年10月6日から毎週の放送となり、同時にタイトルから「月刊」が外された。なお、レギュラー化以後のタイトル表記は、実際のタイトルロゴはもとより番組表上においても「Hot-Dog PRESS TV」表記であったが、番組の放送中に画面表示されるテロップにおいては表題通りの「ホットドッグ・プレスTV」表記が用いられていた。

## 沿革
- 2015年3月14日、Zeppダイバーシティ（ダイバーシティ東京）で開催されたディスコイベント「HDP night of 80's」のステージで、ザキヤマが番組のスタートをサプライズ宣言した。
- ザキヤマが荒木久美子らを引き連れてニコニコ超会議2015に乱入し、会場でジュリアナ東京を復活させた。
- 2015年6月9日の放送（第3回）では、神奈川県藤沢市の鵠沼海岸でロケが行われた。
- 番組は2015年10月6日をもって改題し、月に1回の放送から毎週の放送へ移行した。
- 2016年5月4日に渋谷DUOで開催された「LEGEND OF ROCK」で、大人メタル合唱団が初ステージを踏んだ。

## 企画
START40
40オヤジが憧れの趣味に一から挑戦し、遊びの達人を目指す。カクテル、バーベキュー、サーフィンなどの極意が紹介された。
会社へGO!
ファッションソムリエが企業を訪問。社員をお洒落に変身させる。
一点こだわり主義
「腕時計の選び方」「男のアクセサリー選び」など、40オヤジにファッションのコツを教える。
ホットドッグ・プレス×ホットドッグ
全国で「ご当地ホットドッグ」をつくる、地域活性化企画。
ホットドッグ・プレス 80's MUSIC
各回のゲスト出演者が思い出の曲をセレクトし、ハイレゾ音源で配信する。放送第2回ではサンボマスターが登場した。
ヘヴィメタル再ブーム化プロジェクト
ヘヴィメタルを再び盛り上げるべく様々な企画を実施。この企画で下記の「大人メタル合唱団」が結成された。
大人メタル合唱団
40オヤジによる、おそらく世界初のヘヴィメタル合唱団。初ステージは「LEGEND OF ROCK」で、その際にヨーロッパの「ファイナル・カウント・ダウン」を歌唱した。
ボイン研究部
究極のボインちゃんを探す。江川達也が副部長を務めていた。サンズエンタテインメントの市原佑梨が初代ミス・ボインちゃんに選ばれ、現在5連覇中。
オヤジけいおん部
40オヤジが女子とバンドを組む。ボーカルはまこみなが務めていた。
胸キュン部
40オヤジがアイドルを応援する。東京パフォーマンスドール、風男塾が登場した。
ムコ入り部
40オヤジが地方で婿入婚を目指す。
大人ミュージックアカデミー
アーティストをゲストに迎えてPVを鑑賞する。
ザキネット・ザキタ
ザキヤマが商品をアドリブで紹介する。

## 出演者
- 司会：山崎弘也（ザキヤマ）
- Hot-Dog PRESS大人女子：渡辺舞、國保美貴、木津レイナ、吉田怜菜
- Chubbiness：池山智瑛、河合秋奈、嶋梨夏、中崎絵梨奈、堀川杏美
- 「ホットドッグ・プレス 80's MUSIC」出演ゲスト：DJ OSSHY、サンボマスター、土屋アンナ、かりゆし58、中西圭三、広瀬香美、DEEN
- 井上修（番組常連の40オヤジ、職業はライター）
- エリック・ワイナイナ
- 和田誠（キャプテン和田）
- 和風メカ・エルビス（サイバーニュウニュウ）
- 転校少女歌撃団
- ゆってぃ
- 「ボイン研究部」出演者：江川達也、伊藤歓、はたまさき、市原佑梨、西村麻依、イヴォンヌ
- 「大人ミュージックアカデミー」出演者：木山裕策、瀧川ありさ、丸本莉子、山猿、ハンバート ハンバート
- 「胸キュン部」出演者：東京パフォーマンスドール、風男塾

## スタッフ
- ナレーター：関野浩之
- 企画プロデュース：金田有浩
- 構成：望月佐一郎
- 撮影：山崎善映、辻明徳
- 音声：大嶋朋子
- 編集：室井智之、山本良、菊地正晴、角埜吉宏、山崎凌、清水堅介
- MA：山口智美
- 音響効果：冨田康
- 広報：加藤由貴子
- 制作デスク：村田明美
- リサーチャー：楠見丈裕
- 制作進行：本橋佳奈
- ディレクター：宮崎洋平、中松謙介、佐々木良
- 演出：財田正剛
- プロデューサー：菊池武、根岸耕平
- チーフプロデューサー：西牟田知夫
- 制作協力：オフィス・トゥー・ワン
- 制作著作：BS日テレ